# Calocheiridius mavromoustakisi
Calocheiridius mavromoustakisi es una especie de arácnido del orden Pseudoscorpionida de la familia Olpiidae.

## Distribución geográfica
Se encuentra en Italia y en Creta.